# Presbytis hosei
Presbytis hosei là một loài động vật có vú trong họ Cercopithecidae, bộ Linh trưởng. Loài này được Thomas mô tả năm 1889.

## Hình ảnh

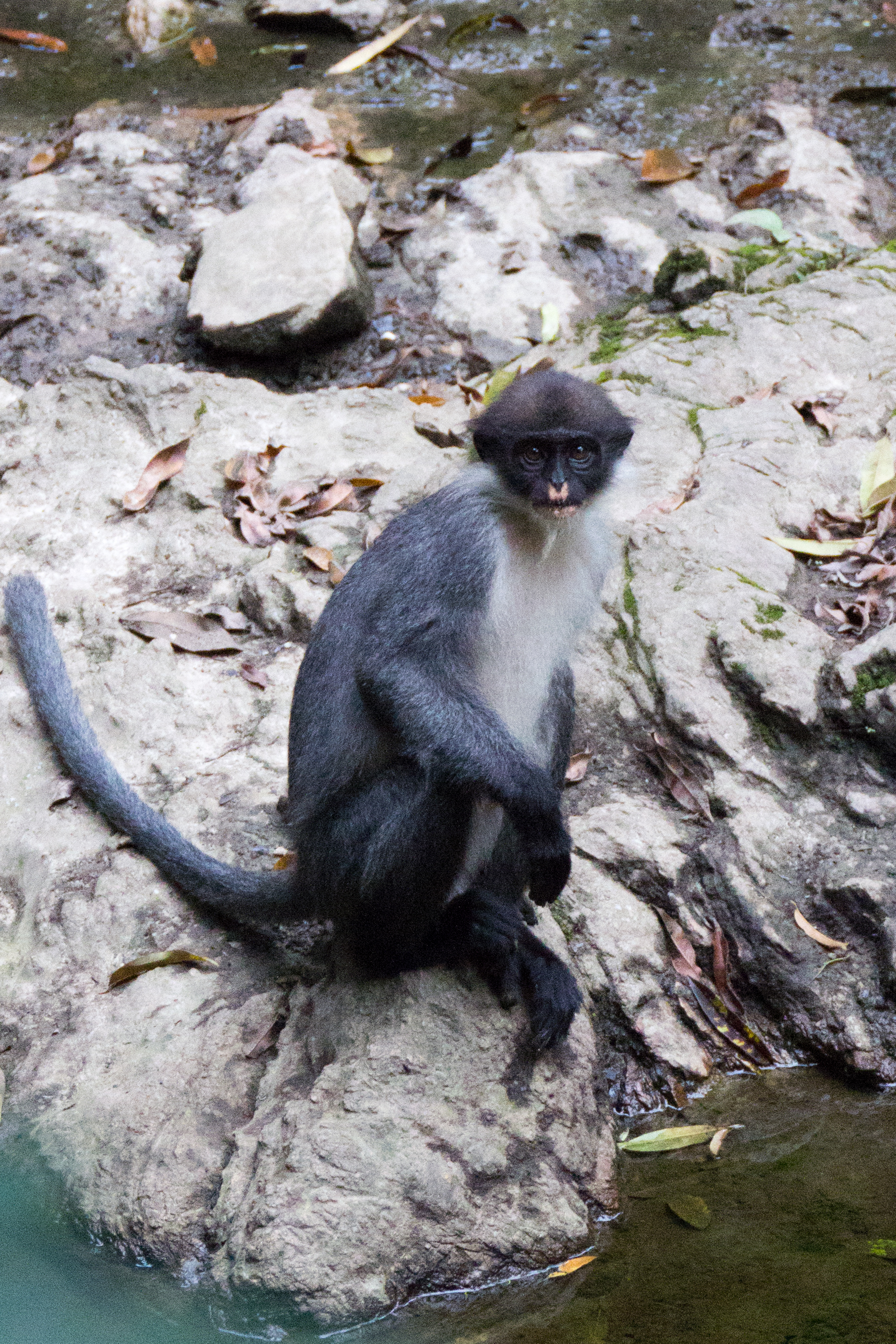
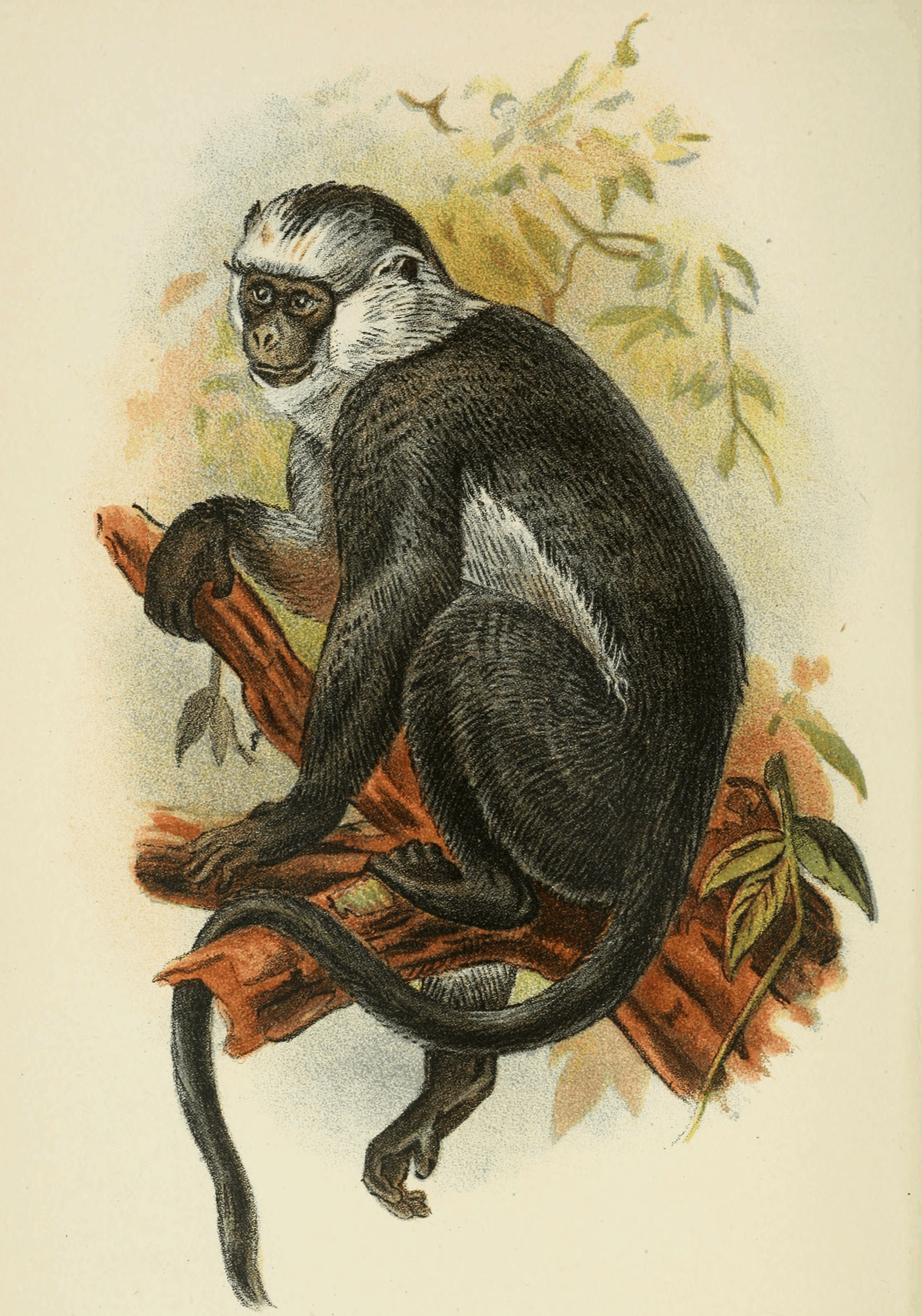
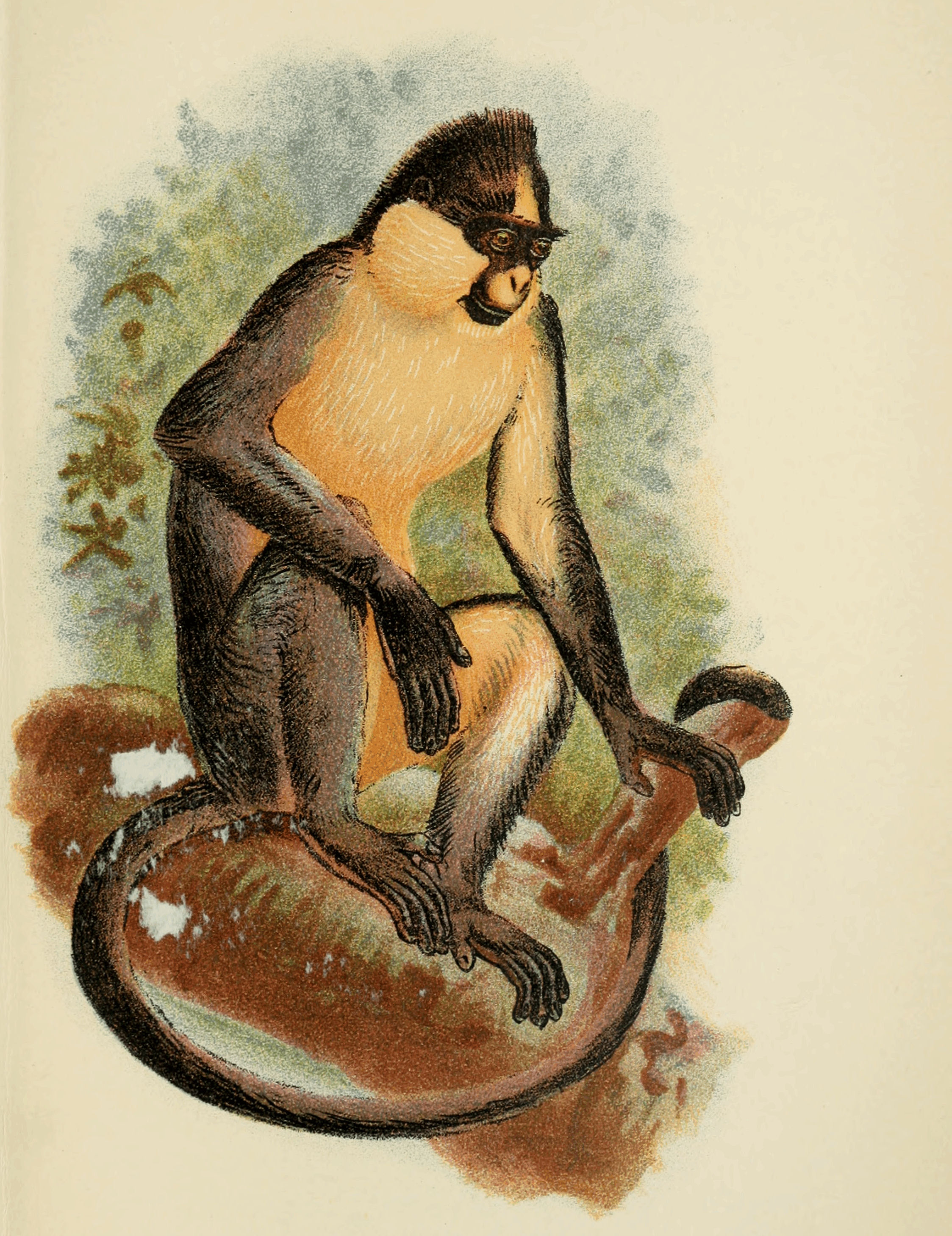
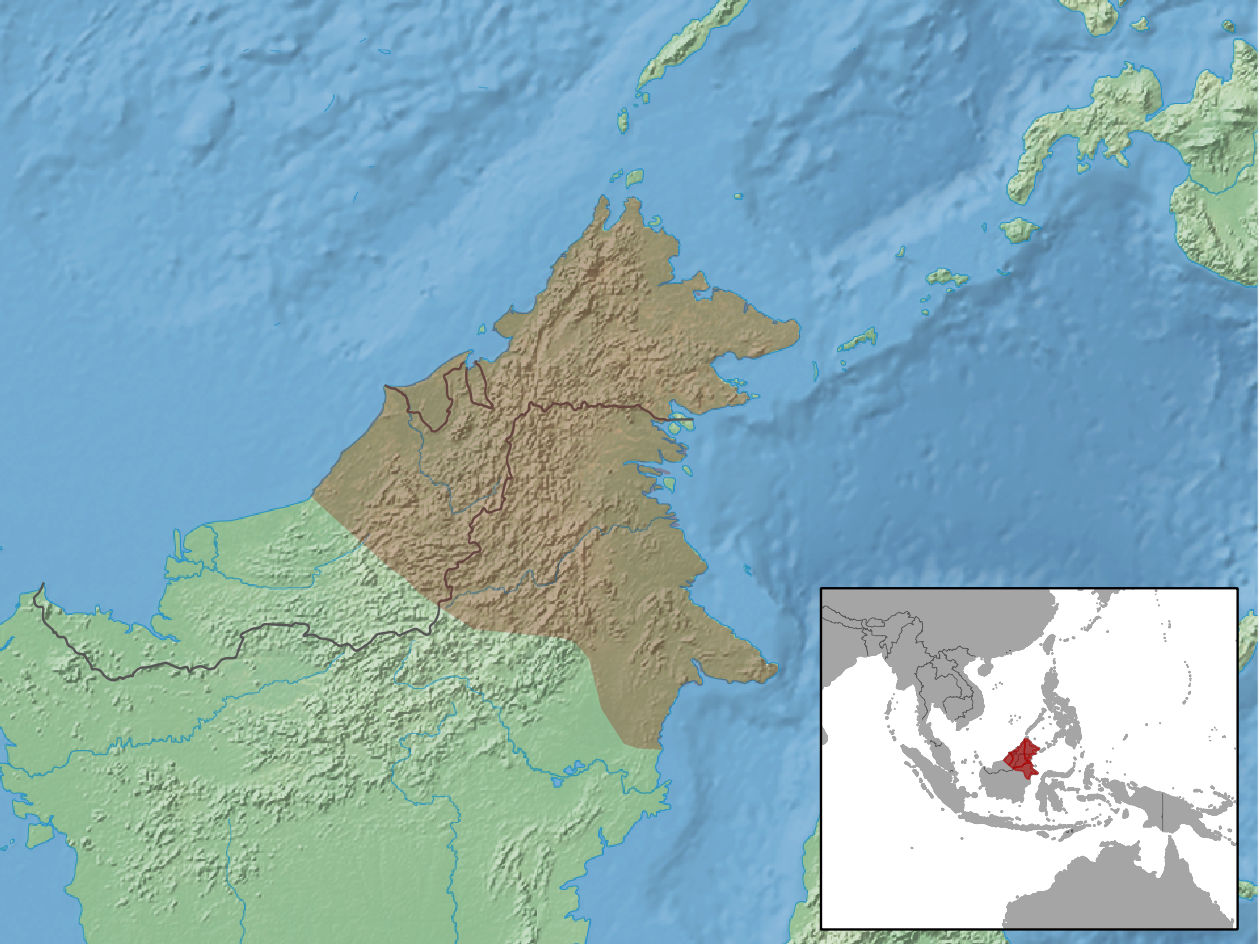